# Stefan Mitrović (voetballer)
Stefan Mitrović (Servisch: Стефан Митровић) (Belgrado, 22 mei 1990) is een Servische voetballer, die centraal in de verdediging speelt. In 2018 verruilde hij KAA Gent voor de Franse eersteklasser RC Strasbourg. Na 5 jaar afwezigheid vervoegde hij in februari 2024 terug KAA Gent. Mitrović debuteerde in 2014 in het Servisch voetbalelftal.

## Clubcarrière
In zijn jeugdjaren speelde Mitrović bij FK Rad. Hij startte zijn officiële carrière bij het Slowaakse FC Petrzalka, in de Corgoň Liga. Hij debuteerde op zijn negentiende en speelde dat seizoen acht duels, voornamelijk als middenvelder.
Na een jaar Slowakije vertrok Mitrović richting de Tsjechische competitie, de Gambrinus liga, waar hij uitkwam voor FC Brno. Hij speelde acht duels voor de club, waarmee hij als vijftiende eindigde en degradeerde. Mitrović ging terug naar zijn thuisland. Hij speelde in 2011-2012 bij FC Metalac, waar hij 21 keer in de ploeg stond. De ploeg eindigde als laatste in de Superliga. Daarna tekende Mitrović voor drie seizoenen bij KV Kortrijk. Hij maakte zijn debuut voor de Belgische club op 4 augustus 2012. Hij verving Brecht Dejaegere in de 81ste minuut tegen Cercle Brugge. Mitrović speelde voor de eerste keer vanaf de aftrap op 25 augustus tegen Waasland-Beveren. Hij maakte zijn eerste doelpunt voor de club, maar kreeg ook rood in die wedstrijd. Na één seizoen bij Kortrijk, maakte hij tijdens de zomer van 2013 de overstap naar SL Benfica. Dat verhuurde hem in het seizoen 2013/14 aan Real Valladolid. Na afloop van dat seizoen werd hij verkocht aan het Duitse SC Freiburg. Het seizoen 2014/15 eindigde voor Freiburg met degradatie en het bestuur van de club kwam met Mitrović overeen dat hij mocht vertrekken.
Kort daarop werd bekend dat Belgisch landskampioen KAA Gent Mitrović gedurende het seizoen 2015/16 van Freiburg zou huren met aankoopoptie. Bij Gent werd Mitrović herenigd met coach Hein Vanhaezebrouck, met wie hij al samenwerkte tijdens zijn periode bij Kortrijk. De verdediger debuteerde bij Gent op 12 september 2015 met een invalbeurt in de competitiewedstrijd Zulte Waregem - Gent (eindstand 1-1). Vier dagen later stond hij in de basis in de Champions League-wedstrijd Gent - Lyon (eindstand 1-1). Mitrović bleef de rest van het seizoen een vaste basisspeler. In maart 2016 werd de aankoopoptie door Gent gelicht. De transfersom bedroeg 1,5 miljoen euro.
Ook in het seizoen 2016/17 en 2017/18 bleef hij een belangrijke basisspeler bij de Buffalo's. In januari 2018 sprong een transfer naar de Franse eersteklasser Saint-Étienne (voor een bedrag van 3,7 miljoen euro) af omwille van een probleem met zijn enkel. Toen dat probleem werd vastgesteld tijdens zijn medische testen, veranderde Saint-Étienne de contractvoorwaarden, maar Mitrović kon zich daarin niet vinden en de transfer ging niet door. Omdat zijn enkelproblemen bleven aanhouden, onderging hij eind februari 2018 een kijkoperatie. Daaruit bleek dat een nieuwe operatie noodzakelijk was, waardoor hij naar verwachting vier tot zes maanden out zou zijn en dus de rest van het seizoen zou missen.
Na afloop van het seizoen 2017/18 tekende hij een contract voor vier seizoenen bij de Franse eersteklasser RC Strasbourg. Tijdens zijn eerste seizoen bij Strasbourg won hij de Coupe de la Ligue.

## Clubstatistieken
| Seizoen | Club              | Competitie         | Competitie | Competitie | Competitie | Beker | Beker | Beker | Internationaal | Internationaal | Internationaal | Totaal | Totaal | Totaal |
| Seizoen | Club              | Competitie         | Wed.       | Dlp.       | Ass.       | Wed.  | Dlp.  | Ass.  | Wed.           | Dlp.           | Ass.           | Wed.   | Dlp.   | Ass.   |
| ------- | ----------------- | ------------------ | ---------- | ---------- | ---------- | ----- | ----- | ----- | -------------- | -------------- | -------------- | ------ | ------ | ------ |
| 2009/10 | FC Petržalka      | Corgoň liga        | 9          | 0          | 0          | 0     | 0     | 0     | —              | —              | —              | 9      | 0      | 0      |
| 2010/11 | FC Brno           | Gambrinus liga     | 8          | 0          | 0          | 0     | 0     | 0     | —              | —              | —              | 8      | 0      | 0      |
| 2011/12 | FK Metalac        | SuperLiga          | 21         | 0          | 0          | 1     | 0     | 0     | —              | —              | —              | 22     | 0      | 0      |
| 2012/13 | KV Kortrijk       | Jupiler Pro League | 22         | 3          | 0          | 6     | 0     | 0     | —              | —              | —              | 28     | 3      | 0      |
| 2013/14 | SL Benfica B      | Segunda Liga       | 8          | 0          | 1          | —     | —     | —     | —              | —              | —              | 8      | 0      | 1      |
| 2013/14 | → Real Valladolid | Primera División   | 16         | 0          | 0          | 0     | 0     | 0     | —              | —              | —              | 16     | 0      | 0      |
| 2014/15 | SC Freiburg       | Bundesliga         | 14         | 0          | 1          | 2     | 0     | 0     | —              | —              | —              | 16     | 0      | 1      |
| 2015/16 | → KAA Gent        | Jupiler Pro League | 26         | 1          | 0          | 5     | 0     | 0     | 7              | 0              | 0              | 38     | 1      | 0      |
| 2016/17 | KAA Gent          | Jupiler Pro League | 37         | 2          | 0          | 2     | 0     | 0     | 13             | 1              | 1              | 52     | 3      | 1      |
| 2017/18 | KAA Gent          | Jupiler Pro League | 19         | 0          | 0          | 2     | 1     | 0     | 2              | 0              | 0              | 23     | 1      | 0      |
| 2018/19 | RC Strasbourg     | Ligue 1            | 34         | 0          | 0          | 5     | 0     | 0     | —              | —              | —              | 39     | 0      | 0      |
| 2019/20 | RC Strasbourg     | Ligue 1            | 23         | 1          | 1          | 4     | 0     | 0     | 5              | 1              | 0              | 32     | 2      | 1      |
| 2020/21 | RC Strasbourg     | Ligue 1            | 32         | 2          | 0          | 1     | 0     | 0     | —              | —              | —              | 33     | 2      | 0      |
| 2021/22 | Getafe CF         | Primera División   | 32         | 1          | 0          | 0     | 0     | 0     | —              | —              | —              | 32     | 1      | 0      |
| 2022/23 | Getafe CF         | Primera División   | 22         | 0          | 0          | 0     | 0     | 0     | —              | —              | —              | 22     | 0      | 0      |
| 2023/24 | Getafe CF         | Primera División   | 11         | 1          | 0          | 3     | 0     | 1     | —              | —              | —              | 14     | 1      | 1      |
| 2023/24 | KAA Gent          | Jupiler Pro League | 15         | 2          | 0          | 0     | 0     | 0     | 2              | 0              | 0              | 17     | 2      | 0      |
| 2024/25 | KAA Gent          | Jupiler Pro League | 2          | 0          | 0          | 0     | 0     | 0     | 2              | 1              | 0              | 4      | 1      | 0      |
| Totaal  | Totaal            | Totaal             | 351        | 13         | 3          | 31    | 1     | 1     | 31             | 3              | 1              | 413    | 17     | 5      |

Bijgewerkt t.e.m. 31 maart 2019.

## Interlandcarrière
Onder leiding van bondscoach Ljubinko Drulović maakte Mitrović zijn debuut voor de nationale ploeg van Servië op 31 mei 2014 in de vriendschappelijke wedstrijd tegen Panama (1-1). Hij speelde de volledige wedstrijd mee.

### EK-kwalificatie 2016
Op 14 oktober 2014 was Mitrović het middelpunt van een internationale voetbalrel, toen Servië en Albanië elkaar troffen in Belgrado. Het betrof een politiek erg beladen duel vanwege de spanningen over Kosovo. Deze voormalige Servische provincie is door de Albanese meerderheid van de bevolking in 2008 eenzijdig uitgeroepen tot onafhankelijke republiek, die daarna door veel landen is erkend. Servië beschouwt deze prille Balkanstaat nog altijd als een autonome provincie. Ondanks deze spanningen had de UEFA besloten om Albanië en Servië niet uit elkaar te houden bij de loting. Supporters uit Albanië werden vanwege de explosieve situatie op voorhand geweerd bij het duel.
De wedstrijd werd in minuut 41 van de eerste helft, bij de stand 0-0, stilgelegd nadat een drone het stadion van FK Partizan was binnengevlogen met een omstreden Albanese vlag eraan. De Engelse scheidsrechter Martin Atkinson legde het duel stil toen Mitrović de vlag uit de lucht plukte. Mitrović' ingreep leidde tot schermutselingen tussen spelers. Supporters bestormden het veld en belaagden de Albanese internationals, die werden bekogeld met voorwerpen en daarop naar de kleedkamer vluchtten.
De tuchtcommissie van de Europese voetbalbond kende Servië een reglementaire zege (3-0) toe omdat Albanië had geweigerd het duel te hervatten. Servië kreeg echter ook drie punten aftrek als straf voor de rellen, en het moest de komende twee thuisduels in de EK-kwalificatie zonder publiek spelen. De voetbalbonden van Servië en Albanië kregen beide tevens een boete van 100.000 euro. Beide voetbalbonden gingen in beroep tegen de uitspraak, waarop de 0-3 zege werd toegekend aan Albanië, maar de boetes, de drie strafpunten voor Servië en de twee wedstrijden zonder publiek bleven behouden.
Uiteindelijk eindigde Servië op de vierde plaats in zijn groep en was daardoor niet gekwalificeerd voor het EK 2016.
| Interlands van Stefan Mitrović voor Servië | Interlands van Stefan Mitrović voor Servië | Interlands van Stefan Mitrović voor Servië | Interlands van Stefan Mitrović voor Servië | Interlands van Stefan Mitrović voor Servië | Interlands van Stefan Mitrović voor Servië | Interlands van Stefan Mitrović voor Servië |
| №                                          | Datum                                      | Wedstrijd                                  | Uitslag                                    | Soort wedstrijd                            | Doelpunten                                 | Assists                                    |
| Als speler van Real Valladolid             | Als speler van Real Valladolid             | Als speler van Real Valladolid             | Als speler van Real Valladolid             | Als speler van Real Valladolid             | Als speler van Real Valladolid             | Als speler van Real Valladolid             |
| ------------------------------------------ | ------------------------------------------ | ------------------------------------------ | ------------------------------------------ | ------------------------------------------ | ------------------------------------------ | ------------------------------------------ |
| 1.                                         | 31 mei 2014                                | Panama – Servië                            | 1 – 1                                      | Vriendschappelijk                          | 0                                          | 0                                          |
| Als speler van SC Freiburg                 |                                            |                                            |                                            |                                            |                                            |                                            |
| 2.                                         | 7 september 2014                           | Servië – Frankrijk                         | 1 – 1                                      | Vriendschappelijk                          | 0                                          | 0                                          |
| 3.                                         | 11 oktober 2014                            | Armenië – Servië                           | 1 – 1                                      | Kwalificatie EK 2016                       | 0                                          | 0                                          |
| 4.                                         | 14 oktober 2014                            | Servië – Albanië                           | 0 – 3                                      | Kwalificatie EK 2016                       | 0                                          | 0                                          |
| 5.                                         | 14 november 2014                           | Servië – Denemarken                        | 1 – 3                                      | Kwalificatie EK 2016                       | 0                                          | 0                                          |
| 6.                                         | 18 november 2014                           | Griekenland – Servië                       | 0 – 2                                      | Vriendschappelijk                          | 0                                          | 0                                          |
| Als speler van KAA Gent                    |                                            |                                            |                                            |                                            |                                            |                                            |
| 7.                                         | 8 oktober 2015                             | Albanië – Servië                           | 0 – 2                                      | Kwalificatie EK 2016                       | 0                                          | 0                                          |
| 8.                                         | 11 oktober 2015                            | Servië – Portugal                          | 1 – 2                                      | Kwalificatie EK 2016                       | 0                                          | 0                                          |
| 9.                                         | 6 oktober 2016                             | Moldavië – Servië                          | 0 – 3                                      | Kwalificatie WK 2018                       | 0                                          | 0                                          |
| 10.                                        | 9 oktober 2016                             | Servië – Oostenrijk                        | 3 – 2                                      | Kwalificatie WK 2018                       | 0                                          | 0                                          |
| 11.                                        | 15 november 2016                           | Oekraïne – Servië                          | 2 – 0                                      | Vriendschappelijk                          | 0                                          | 0                                          |
| Totaal                                     | Totaal                                     | Totaal                                     | Totaal                                     | Totaal                                     | 0                                          | 0                                          |

Bijgewerkt t/m 15 november 2016.

## Palmares
| Coupe de la Ligue | 1x | 2018/19 |